# Ophthalmis ornata
Ophthalmis ornata är en fjärilsart som beskrevs av Jordan 1912. Ophthalmis ornata ingår i släktet Ophthalmis och familjen nattflyn. Inga underarter finns listade i Catalogue of Life.